# Viskan
Viskan è un fiume della Svezia meridionale che attraversa le contee di Västra Götaland e Halland.